# ماریو آلسینی
ماریو آلسینی (ایتالیایی: Mario Alesini؛ ۱۷ دسامبر ۱۹۳۱ – ۲ اوت ۲۰۰۱) بازیکن بسکتبال اهل ایتالیا بود.
از باشگاه‌هایی که در آن بازی کرده‌است می‌توان به باشگاه بسکتبال پالاسانسترو وارزه اشاره کرد.